# Aire urbaine de Saint-Paul
L'aire urbaine de Saint-Paul est une aire urbaine française centrée autour de Saint-Paul, sur l'île de La Réunion. Composée de quatre communes, Le Port, La Possession, Saint-Paul et Trois-Bassins, elle comptait 177 079 habitants en 2008.

## Annexe